# Cabo Machichaco
El cabo Machichaco (o Matxitxako en euskera) es un cabo del mar Cantábrico situado en la provincia de Vizcaya (País Vasco, España). El cabo es el final de la ladera del monte Sollube y forma parte del término municipal de Bermeo, junto a San Juan de Gaztelugache y la Isla de Aquech.

## Faro
En su punto más saliente se sitúa el faro de Machichaco a 122 metros sobre el nivel del mar, con una torre de 20 metros y un alcance de 30 millas náuticas. El faro es automático y dispone de sirena de niebla. 
Entre sus instalaciones figuran un radar (a 90 metros sobre el nivel del mar) y diferentes equipos meteorológicos y oceanográficos.
Fue construido en 1909, sustituyendo al faro viejo, que se había construido en 1852. Entre los años 1854 y 1863 fue la escuela de “guardafaros”, entonces llamados “torreros”. En él se jubiló el último farero de Vizcaya.

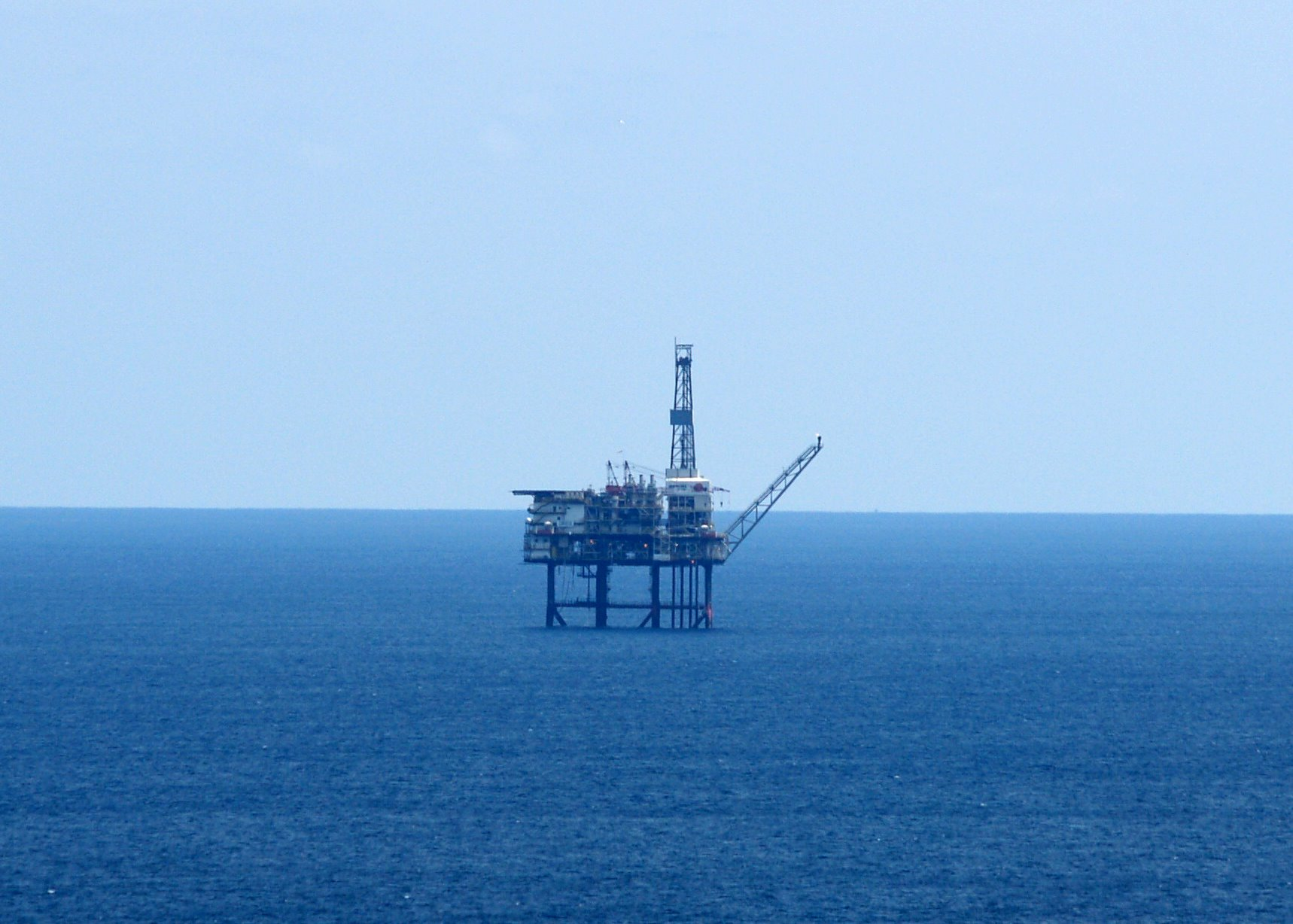
Plataforma de gas "La Gaviota", que emerge del mar hasta una altura de 105 metros.

## Entorno
Al noroeste del cabo, a ocho kilómetros de la costa, se encuentra la plataforma "Gaviota", donde en 1986 se comenzó a extraer gas natural en una zona de roca caliza, a una profundidad de entre 2.100 y 2.700 metros bajo las aguas, con profundidad de unos 106 metros, hasta que en 1994 se agotaron sus cerca de 10 millones de metros cúbicos.
En 1995 fue reconvertido para ser utilizado como almacén de gas importado de otros países, aprovechando su estanqueidad natural, con el fin de garantizar durante varios días el suministro de gas de España en caso de alguna contingencia que bloquee la importación desde las naciones productoras.
En 2009 solo existía en España otra instalación de estas características, ubicada en la comarca de Serrablo (Huesca), aunque solo tiene capacidad para unos 600 millones de m³, frente a los 800 de esta, que en 2015 pasarán a ser 1600 debido a un proyecto de ampliación que contará también con dos nuevas tuberías subterráneas hasta tierra firme.
El cabo Machichaco está situado entre la Reserva de la Biosfera de Urdaibai y el Biotopo protegido de San Juan de Gaztelugache; el oriental pertenece al primero y el occidental al segundo.
Desde el faro, y en sus laderas y acantilados, se pueden ver ocasionalmente grandes cetáceos.

## Submarinismo
Más allá de la costa, la profundidad crece repentinamente, pero a escasos metros de la punta del cabo existe un pequeño bajío de unos 30 m de profundidad, excelente para practicar el submarinismo.
En 2002 se descubrió un pecio hundido a 120 m de profundidad frente al cabo. Se trata de un mercante hundido por causa desconocida en los años 50. El descubrimiento lo llevó a cabo la expedición submarina Ur-sub, cuyos componentes descendieron los 120 m, siendo así la inmersión de buceo más profunda llevada a cabo en el País Vasco. Aún quedan por descubrir varios pecios hundidos, como el del Nabarra o el de una patrullera alemana hundida durante la Segunda Guerra Mundial.